# 赫曼·普莱
赫曼·普莱（Hermann Prey，1929年7月11日—1998年7月22日），德國著名男中音歌劇唱家，因常出演輕歌劇和上電視表演，而成為德國家喻戶曉，廣受歡迎的歌劇唱家之一。